# 79ª Squadriglia
La 79ª Squadriglia fu un reparto da caccia del Corpo Aeronautico attivo nella prima guerra mondiale e successivamente della Regia Aeronautica.

## Storia

### Prima guerra mondiale
Viene costituita nel novembre 1916 al Centro Formazione Squadriglie del Campo di aviazione di Arcade, il 12 gennaio 1917 è pronta alle operazioni ed il 13 gennaio si sposta sull'Aeroporto di Istrana per il Comando della 2ª Armata (Regio Esercito) al comando del Capitano Francesco Chimirri con altri 9 piloti tra cui i Caporali Marziale Cerutti, Attilio Imolesi, Giovanni Nicelli ed Antonio Reali su Nieuport 11 80 hp.
Il 28 marzo la 3ª Sezione con tre piloti tra cui Cerutti va all'Aeroporto di Padova per la difesa della città ed il 10 maggio la squadriglia passa sotto il VII Gruppo (poi 7º Gruppo Autonomo Caccia Terrestre) per la 6ª Armata (Regio Esercito).
Nell'ambito della Decima battaglia dell'Isonzo alla fine di aprile una sezione con Imolesi si sposta a Bolzano di San Giovanni al Natisone ed il 26 aprile Imolesi su Nieuport collabora alla decima vittoria di Francesco Baracca. 
Il 14 giugno Cerutti ottiene la prima vittoria confermata del reparto abbattendo un Hansa-Brandenburg D.I vicino a Monte Verena.
Il 16 giugno Chimirri ha un grave infortunio in un incidente di volo ed il comando passa al Tenente Cesare Bertoletti che il 10 settembre diventa Capitano.
Il 26 settembre Imolesi colpisce un Hansa-Brandenburg C.I della Flik 21 che precipita su Asiago.
Nell'ambito della Battaglia di Caporetto il 26 ottobre Cerutti colpisce un caccia che precipita.
Alla fine di ottobre arrivano i Nieuport 27 120 hp dalla Francia ed il 2 novembre si sposta a Nove di Bassano.
Il 7 novembre Nicelli attacca un ricognitore Br. C.1 vicino a Primolano che atterra nelle linee italiane nei pressi di Fonzaso ed il 24 novembre Cerutti abbatte un ricognitore ed un caccia che precipitano a nord del Monte Grappa.
Sempre in novembre passa al XV Gruppo per il Comando delle truppe degli Altipiani e rientra la sezione di Padova.
Il 28 dicembre Bertoletti viene ferito in bombardamento e lascia il comando.
Nel 1917 la squadriglia ha effettuato 1500 voli di guerra sostenendo 69 combattimenti aerei.
Al 1º gennaio 1918 al comando interinale del Ten. Umberto Mazzini ci sono 10 piloti ed agli Ni 27 si aggiungono gli ottimi Hanriot HD.1.
Il 10 gennaio Reali abbatte un caccia su Primolano ed in marzo la squadriglia si sposta a San Luca di Padernello (Paese).
Il 10 marzo Imolesi che era un Asso dell'aviazione con 6 vittorie ha un incidente di volo ed il 13 muore.
L'11 marzo il Sergente Reali rivendica una vittoria su un caccia che si schianta vicino a Monte Erio di Asiago ed il 4 maggio Nicelli abbatte due Albatros D.III di cui uno era l'asso con vittorie Oberleutnant Karl Patzelt arrivando ad 8 vittorie ed il 5 maggio Nicelli muore in un incidente di volo vicino a Porcellengo.
Il 17 maggio Reali ed il Caporalmaggiore Edmondo Lucentini concorrono con il Serg. Guido Nardini della 91ª Squadriglia aeroplani da caccia all'abbattimento dell'asso Franz Gräser (18 vittorie).
Nella seconda metà di giugno la squadriglia entra nella Massa da Caccia ed il 17 giugno dispone di dodici Hanriot e cinque Ni 27.
Il 29 giugno torna sotto il XV Gruppo ed al 30 giugno al comando del Cap. Mazzini ci sono 16 piloti.
Il 7 luglio passa sotto il XXIII Gruppo (poi 23º Gruppo) ed il 3 settembre al trasferimento di Mazzini il comandante interinale è il Ten. Eugenio Mossi e l'8 settembre il comandante diventa il Cap. Mario Omizzolo.
Il 10 settembre il reparto dispone di 12 Ni 27 e 5 Hanriot ed il 4 ottobre Reali arriva a 11 vittorie riconosciute abbattendo un Albatros D.III con Lucentini a sud di Moriago della Battaglia.
L'8 ottobre muore Omizzolo su Ni 27 colpito dalla contraerea a Santo Stefano di Valdobbiadene e viene sostituito il 17 interinalmente da Mossi che lo cede al Cap. Arturo Freddi Cavalletti.
Il 27 ottobre Cerutti rivendica due vittorie con Antonio Chiri della 78ª Squadriglia Caccia.
All'armistizio il reparto ha 22 piloti, 18 Ni 27 e 3 Hd.1.
Nel 1918 la squadriglia, il cui simbolo era una lupa nera dipinta sulla fusoliera, ha effettuato 2.910 voli di guerra sostenendo 158 combattimenti aerei.
Le vittorie degli assi della squadriglia furono:
- Cerutti 17;
- Reali 11;
- Nicelli 9;
- Imolesi 6.[3]

### Il dopoguerra
Al 20 aprile 1919 il reparto dispone di 3 Hanriot HD.1 e 15 Nieuport 27. Al 1º agosto successivo è all'Aeroporto di Ferrara con gli HD ed i NI.27 al comando del Cap. Domenico Perucca inquadrata nel Gruppo Squadriglie da Caccia di Trieste del Maggiore Guido Tacchini. Nel giugno 1920 è alle dipendenze del 1º Raggruppamento Aeroplani da Caccia di Brescia del Magg. Giorgio Chiaperotti dell'Ispettorato dell'Aeronautica Militare all'aeroporto di Ferrara con gli HD al comando di Perucca.
Al 15 agosto 1921 è all'Aeroporto di Aviano nel 6º Gruppo Aeroplani da Caccia o VI Gruppo di Aviano del 1º Raggruppamento Aeroplani da Caccia di Brescia del Colonnello Augusto Gallina e nell'ottobre 1922 nel 6º Gruppo Aeroplani da Caccia poi 6º Gruppo del Raggruppamento Aeroplani da Caccia nel gennaio 1923 ad Aviano e nel 1923 viene inquadrato nel 1º Stormo Caccia Terrestre dotato di Hanriot HD.1 e SPAD S.VII della Regia Aeronautica, nel 1924 dotata di SPAD S.XIII e Nieuport 29 trasferita al Campo della Promessa di Lonate Pozzolo e nel 1927 all'Aeroporto di Udine-Campoformido in seguito con i Fiat C.R.30 rimanendo nel 1º Stormo fino al 1943.
Il distintivo del reparto la Lupa nera del 1918, che campeggiava anche sui successivi aerei Fiat C.R.1 fino al 1927 sostituiti dall'arciere bianco collocato dentro uno scudo ottagonale nero, che costituiva il distintivo del 1º Stormo Caccia e che viene adottato, in una versione senza motto, anche dal 6º Gruppo sui Fiat C.R.20 Asso con il motto Incocca tende scaglia.
Dal 1935 al 1936, da poco equipaggiato con i nuovi Fiat C.R.32, in occasione della Guerra d'Etiopia il VI Gruppo rischierò i suoi velivoli all'Aeroporto di Guidonia per contrastare eventuali attacchi inglesi provenienti da Malta diretti contro Roma.
Dal 15 luglio 1935 arriva il Tenente Corrado Ricci (aviatore) che vi rimane fino al novembre 1936.

### Seconda guerra mondiale
Nella seconda guerra mondiale, dal 1940 era nel 6º Gruppo dotata di 9 Macchi M.C.200 e secondariamente di Fiat C.R.42 si trasferisce all'Aeroporto di Catania-Fontanarossa e la Squadriglia occupa anche temporaneamente l'Aeroporto di Reggio Calabria. Tra i suoi piloti c'era il Sottotenente Giuseppe Pesola che il 1 novembre intercetta ed attacca a 50 km dalla costa della Sicilia, un idrovolante quadrimotore Short Sunderland riuscendo a danneggiarlo gravemente.
Nel 1941 si trasferisce all'Aeroporto di Trapani-Milo per rientrare poi a Campoformido.
Le operazioni aeree svolte nel ciclo bellico, quali le crociere su Malta e la protezione dei convogli marittimi nel Canale di Sicilia, la scorta di formazioni aeree, le missioni di ricognizione, la difesa di città ed obiettivi militari in Sicilia, Calabria e Pantelleria, svolte sono state sintetizzate nella motivazione della Medaglia d'argento al Valor Militare concessa alla Bandiera dello Stormo.
Dotato di Macchi M.C.202 il Gruppo sempre nel 1941 si sposta prima all'Aeroporto di Roma-Ciampino e poi in Libia all'Aeroporto di Martuba nel Distretto di Derna.
Il Comandante di Gruppo, Ten. Col. Vezio Mezzetti, caduto ai comandi del suo C.202, venne decorato con la Medaglia d'oro al valor militare “alla memoria” ed a lui fu intitolata la futura 1ª Aerobrigata.
Il 15 marzo 1942 il C.202 di Pesola, dopo aver gravemente danneggiato 3 Curtiss P-40F Kittyhawk, venne a sua volta colpito e danneggiato da un quarto caccia, ed egli dovette atterrare senza carrello su una costa rocciosa a sud di Tobruk, in territorio nemico.
Nel 1942 il Gruppo rientra a Campoformido. La Squadriglia in novembre venne spostata all'Aeroporto di Varese-Venegono per difendere il triangolo industriale della Lombardia-Piemonte-Liguria, poi a Ciampino per la difesa di Roma e dopo di Napoli ed infine all'Aeroporto di Pantelleria.
Nel 1943 il Gruppo era di nuovo in Africa per operare dai campi di Biserta in Tunisia a protezione delle truppe italiane e poi con i Macchi C.205V a Catania per la difesa della Sicilia fino a quando giunse l’ordine di versare gli aerei efficienti al 4º Stormo, mentre i piloti ed il personale furono richiamati ad Osoppo.

### Il gruppo missili
Il 1º ottobre 1964, con il riordino dei Reparti dell'Aeronautica Militare, la 79ª Squadriglia Intercettori Teleguidati divenne la componente operativa del 79º Gruppo I.T. del 17º Reparto IT che alla fine degli anni '60 fu equipaggiato con i nuovi missili Hercules acquisendo la capacità nucleare fino agli anni ottanta.
Dal 1º novembre 1985, il 17° assunse la nuova denominazione di 17º stormo IT.